# Еврейский Рабский батальон
Еврейский Рабский батальон (сербохорв. Jevrejski rapski bataljon) — партизанское подразделение в составе Рабской бригады Народно-освободительной армии Югославии (НОАЮ), сформированное 9 сентября 1943 года из еврейских добровольцев, освободившихся из концлагеря Кампор на острове Раб. С 17 сентября по 2 октября переброшен в расположение 7-й Банийской дивизии НОАЮ в райне Генералски-Стола, где был расформирован 3 октября 1943 года. Личный состав распределён по подразделениям 7-й Банийской дивизии, а также частям и учреждениям, подчинённым Главному штабу народно-освободительной армии и партизанских отрядов (ГШ НОАиПО) Хорватии. Вслед за переброской батальона на контролируемую партизанами территорию Хорватии Земельное антифашистское вече народного освобождения Хорватии (ЗАВНОХ) организовало переправу на освобождённые земли большей части узников концлагеря Кампор и их поддержку до конца войны. Это стало одной из крупнейших операций по спасению евреев в гитлеровской Европе. Благодаря действиям хорватских партизан, около 2500 евреев пережили войну и избежали участи 5000 евреев, попавших после капитуляции Италии в руки гестапо и уничтоженных в лагерях смерти.

## Предыстория
6 апреля 1941 года войска Германии вторглись без предварительного объявления войны в Югославию. После одиннадцати дней войны против Германии, Венгрии и Италии Королевство Югославия, ослабленное национальными противоречиями и значительно уступавшее в военном отношении, было вынуждено принять безоговорочную капитуляцию. 20—22 апреля 1941 года державы «оси» разделили между собой многоэтническую Югославию в соответствии с решениями Гитлера, а на территории Хорватии, Боснии и Герцеговины и Срема создали Независимое государство Хорватия (НГХ).

### Холокост в НГХ
В НГХ нацисты и подконтрольный им марионеточный режим усташей совершили с апреля 1941 по август 1942 года классический геноцид — Холокост. В целях уничтожения евреев с момента образования государства были задействованы под контролем службы безопасности и гестапо законодательные и исполнительные органы НГХ и его репрессивный аппарат. Усташские власти основали в Хорватии множество концентрационных лагерей, в которых заключали и убивали сербов, евреев, цыган и других неугодных режиму лиц и его противников. Крупнейшим из них был комплекс концлагерей Ясеновац. Первые усташские лагеря создали весной 1941 года. Это были концлагеря Даница возле Копривницы и Крушчица возле Травника. С конца июня организовали Госпичский комплекс лагерей, ставший вскоре лагерем смерти. Вслед за ними образовали концлагеря Джяково, Теня, Лоборград. В процессе геноцида власти усташей передали около 7000 хорватских и боснийских евреев нацистам, которые депортировали их в Освенцим, Берген-Бельзен, Дахау и другие концлагеря. В этих условиях евреи, избежавшие захвата усташами, искали спасения в итальянских оккупационных зонах НГХ.
Нападение Германии на Советский Союз и направленность усилий немецкой политики единого преследования евреев по всей Европе привели к тому, что с лета 1941 года власти фашистской Италии значительно ужесточили антиеврейские меры как в своих оккупационных зонах НГХ, так и внутри страны. В связи с этим были сначала арестованы и помещены в несколько концентрационных лагерей евреи-эмигранты из ранее оккупированных европейские стран. Также итальянцы приняли меры для предотвращения дальнейшего притока еврейских беженцев, которые бежали от возросшего террора из немецкой оккупационной зоны в НГХ, а также повысили толерантность в отношении преследования евреев усташами во II (демилитаризованной) итальянской зоне военной ответственности (оккупационная зона). Происходивший в сентябре 1941 года конфликт итальянского командования с усташскими властями по вопросу разграничения властных полномочий и компетенции итальянской оккупационной администрации на территории НГХ привёл к определённому смягчению антиеврейских мер в демилитаризованной зоне, что вызвало новую волну еврейских беженцев из III итальянской и немецкой зоны. В отсутствие точных данных о количестве беженцев, их численность в итальянских оккупационных зонах на Балканах ко времени капитуляции Италии оценивают в 4—8 тысяч человек. В начале 1942 года в Берлине было принято итоговое решение о детальной программе массового уничтожения евреев. Вследствие этого в течение года на германских союзников и их сателлитов оказывалось сильное давление, чтобы те действовали соответствующим образом или передали заключённых евреев нацистской Германии. Италия в течение года неоднократно ужесточала антиеврейские меры, в рамках которых почти все евреи были интернированы в концентрационных лагерях, расположенных в аннексированной части Далмации и на хорватском побережье. Одним из них был концлагерь Кампор на острове Раб.

### Концлагерь Кампор и его узники
Концентрационный лагерь для интернированных словенцев действовал на острове Раб с 1942 года. В мае 1943 года по решению Верховного командования в Словении и Далмации здесь был создан ещё один концентрационный лагерь, в котором были интернированы около 3600 евреев из всех лагерей II итальянской оккупационной зоны на территории НГХ. Еврейский и словенский лагеря разделяла дорога, ведущая из города Раб в Лопар. Лагерь для евреев на Рабе делился на «Дубровникский лагерь» и «Лагерь Кралевица». В первом узники размещались в каменных зданиях, а во втором — в деревянных бараках. Лагеря находились под итальянской вооружённой охраной, были окружены сторожевыми вышками с прожекторами и колючей проволокой. Внутренняя организация жизни в лагере была возложена администрацией на его обитателей. Так как среди узников имелись члены КПЮ и СКОЮ, они вскоре взяли под контроль деятельность лагерного самоуправления, превратив его фактически в народно-освободительные комитеты (НОК). Подпольные НОК действовали в Дубровникском и Кралевицком лагерях.
Партийно-комсомольский актив лагеря вёл активную работу по вовлечению евреев в народно-освободительное движение и установил связь с подпольными народно-освободительным комитетами за пределами острова и в лагере для словенских интернированных лиц. Формируя подпольную структуру, группа молодёжи Кралевицкого лагеря воспользовалась пожаром на территории и склонила итальянскую администрацию к разрешению создать «пожарную роту». Под её прикрытием из числа еврейской молодёжи была сформирована нелегальная военизированная единица численностью 50 человек. Командиром роты был избран Влатка Вайс (сербохорв. Vlatka Vajs). В роте проводилось скрытое обучение военному делу и идеологическая работа. Впоследствии вся рота присоединилась к народно-освободительной армии.

## Капитуляция Италии и формирование батальона
8 сентября 1943 года обитателям лагеря стало известно о капитуляции Италии. Подпольным руководством был организован массовый митинг узников, воспринявших с энтузиазмом призыв разоружить охрану. Стража лагеря не оказала сопротивления и позволила восставшим овладеть оружием. Вслед за этим вооружённая молодёжь взяла лагерь под свою охрану.
Лагерные комитеты еврейского и словенского лагерей понимали, что необходимо действовать быстро и максимально использовать благоприятный момент, чтобы сформировать вооружённые подразделения, которые смогли бы успешно противостоять возможной попытке итальянского военного командования на Рабе подавить восстание силой. 9 сентября был создан еврейский батальон, основу которого составила молодёжная рота. В словенском лагере были образованы 4 батальона.
По решению парткома КПЮ лагерей острова Раб четыре словенских и еврейский батальон были объединены в Рабскую бригаду. Еврейский батальон в её составе получил пятый номер. Командиром бригады был избран Франц Поточник (сербохорв. Franc Potočnik), а политическим комиссаром Йоже Юранчич (сербохорв. Jože Jurančič). Еврейская молодёжь массово изъявила желание вступить в батальон. Среди добровольцев были и дети младше 15 лет. С учётом этого была создана военно-медицинская комиссия, которая после осмотра произвела отбор зарегистрировавшихся юношей и девушек. Бойцы еврейского и словенских батальонов были только частично вооружены оружием, отобранным у лагерной охраны. Чтобы решить эту проблему, повстанцы 11 сентября разоружили итальянский гарнизон острова и бригада обрела около 2000 винтовок, 15 ручных пулемётов и 6 пушек без затворов.
В состав еврейского батальона вошли около 240 человек. Командиром был избран офицер запаса бывшей югославской армии Давид-Дача Кабилё (сербохорв. David-Dača Kabiljo). Его заместителем стал Мико Салом (сербохорв. Miko Salom), а политическим комиссаром Эвальд Эрлих (сербохорв. Evald Erlih). Батальон состоял из 3 рот, по 3 взвода в каждой. В состав батальона входил также медицинский взвод. Командиром 1-й роты был Йожи Кабилё (сербохорв. Joži Kabiljo), 2-й — Марцель-Марци Вайс (сербохорв. Marcel-Marci Vajs), 3-й роты — Мориц-Моцо Кампос (сербохорв. Moric-Moco Kampos). Санитарный взвод возглавила Элла Самаковия (сербохорв. Ela Samakovija). Батальон был вооружён винтовками и несколькими пулемётами.

## Включение батальона в состав 7-й Банийской дивизии
После формирования бригады, 10 сентября в ГШ НОАиПО Хорватии в Оточаце была отправлена делегация с целью получения дальнейших инструкций. Посланцев принял командующий Иван Гошняк. Делегатам было дано указание исключить еврейский батальон из состава Рабской бригады и направить его в распоряжение ГШ НОАиПО Хорватии. Словенским батальонам надлежало отправиться в Словению под командование местного главного штаба. Еврейскому батальону был доведён маршрут перехода на освобождённую партизанами территорию. По просьбе командования Рабской бригады, ГШ НОАиПО разрешил убыть в Словению 40 еврейским медсёстрам, вступившим в ряды словенских батальонов. В завершение, главный штаб распорядился направить в его распоряжение врачей и фармацевтов, которые не вошли в состав еврейского батальона.
Сразу после возвращения делегации на остров Раб начались поспешные приготовления к переброске батальона на освобождённую территорию согласно директиве ГШ НОАиПО Хорватии. Для бойцов батальона люди собрали лучшую обувь и одежду. 17 сентября батальон оставил Рабскую бригаду и на корабле «Сень» был доставлен в Нови-Винодолски. Оттуда, совершив 58-километровый переход по маршруту через Сень и Вратник, прибыл 18 сентября в Брлог. Здесь партизаны находились до 23 сентября, после чего через Дабар и Премишле пришли 2 октября в село Липа, расположенное недалеко от Генералски-Стола, где размещался штаб 7-й Банийской дивизии. Всего за 16 дней батальон преодолел от Нови-Винодольского до Генералски-Стола около 170 км.
3 октября батальон был расформирован по приказу ГШ НОАиПО Хорватии, а его личный состав распределён по подразделениям 7-й Банийской дивизии. Это решение главный штаб принял по просьбе штаба батальона. Командование НОАиПО Хорватии и батальона учитывало отсутствие военной подготовки и опыта бойцов батальона и предполагало, что противник предпримет меры для его целевого уничтожения. Распределение новобранцев среди опытных бойцов дивизии давало возможность избежать лишних потерь и быстро овладеть необходимыми военными навыками. Перед расформированием еврейский батальон был построен последний раз. Бойцов короткими речами приветствовали командир дивизии Павле Якшич и политический комиссар Джюро Кладарин.

## Последующие события
После расформирования батальона 197 человек были направлены в подразделения 7-й Банийской дивизии. Ещё 47 переведены в другие части и учреждения ГШ Хорватии. В 7-й Банийской дивизии 162 человека пополнили ряды её бойцов. 20 человек получили распределение в санитарные подразделения, 15 — заняли должности в штабных и иных подразделениях. Из 197 человек, вступивших в 7-ю дивизию, до конца войны погибли 36 человек: 27 бойцов, 2 медсестры, 3 политических комиссара рот, 2 комиссара батальонов и 2 человека из приштабных подразделений и учреждений.
Адаптация бойцов еврейского батальона к новой обстановке в среде бывалых и закалённых бойцов 7-й Банийской дивизии не была лёгкой и быстрой. Старые бойцы смотрели на пришельцев с некоторым недоверием. К тому же, банийцы были в основной массе выходцами из села, а новички из города, поэтому традиционный антагонизм между деревней и городом проявился и здесь. Ряд новоприбывших испытывали трудности адаптации и необоснованно интерпретировали их, как проявление нетерпимости к евреям. Недопонимание исчезло, когда старые партизаны убедились, что бойцы бывшего еврейского батальона также как и они честно и безжалостно сражаются против общего врага. Доказательством этого является назначение выходцев из батальона на различные командные военные, политические и другие должности в дивизии. Так, 2 человека стали политкомиссарами батальонов, 8 — комиссарами рот, 4 человека были выдвинуты в командиры рот и ещё 12 — на различные офицерские должности (медицинские, квартирмейстерские, инженерные и т. д.).

## Послевоенные оценки
По заключению писателя д-ра Яши Романо, еврейский батальон по объективным причинам существовал как самостоятельное подразделение в течение короткого времени, однако исполнил значительную военную и политическую роль. Военная роль батальона выразилась в пополнении состава 7-й Банийской дивизии и ряда других частей ГШ НОАиПО Хорватии. Его люди вошли в подразделения НОАЮ с оружием, отнятым у итальянского гарнизона на острове Раб. Особое значение имел приход в ряды партизан большего числа медицинского персонала различного профессионального профиля, потребность в котором в НОАЮ была очень большой. Политическая роль батальона имела особое значение ещё во время его формирования и пребывания на острове Раб, так как создание батальона оказало влияние на активизацию других обитателей лагеря и их последующее включение в национально-освободительную борьбу. Для большого числа бывших заключённых концлагеря Еврейский батальон стал примером и указал путь в ряды Народно-освободительной армии Югославии.

### Комментарии
1. ↑  Рабская бригада была сформирована 12 сентября 1943 года из числа словенских интернированных лиц на острове Раб. 21 сентября реорганизована в 16-ю Словенскую (Рабскую) бригаду. В конце сентября вошла в состав 18-й дивизии Народно-освободительной армии Югославии[серб.]. Расформирована 3 октября 1943 года[1].
2. ↑  Кроме Еврейского Рабского батальона в НОАЮ действовало ещё одно подразделение, сформированное из евреев — еврейский взвод Черногорского батальона 1-й Заморской бригады[словен.][2].
3. ↑  Историк Яша Романо пишет, что на основании письменных свидетельств и устных заявлений установлены имена 244 бойцов батальона. Пофамильный список включает 197 мужчин и 47 женщин. По роду занятий люди батальона были представлены так: ремесленники — 56, врачи — 4, учащиеся — 50, инженеры — 4, служащие — 42, учителя — 3, студенты — 28, фармацевты — 3, домохозяйки — 17, юристы — 2, торговцы — 13, стоматологи — 2, продавцы — 13, аптекари — 1, техники — 6[23].
4. ↑  Из 2839 человек, эвакуированных с острова Раб на освобождённую территорию, в ряды НОАЮ вступили во второй половине сентября — первой половине октября 1943 года 376 человек, в том числе 203 мужчины и 173 женщины. Из их числа были распределены в 7-ю Банийскую дивизию 109 человек, 267 человек пополнили 6-ю Ликскую и 8-ю Кордунскую дивизии, а также некоторые тыловые подразделения. В общей сложности из числа эвакуированных с Раба евреев в составе НОАЮ воевали 691 человек. Ещё 648 человек стали участниками народно-освободительного движения. В сумме это составило 42,4% эвакуированных. За вычетом детей до 15 лет, стариков и больных (всего 1000 человек), доля участников войны равна 62,2%. До конца войны погибли в армии 86 человек и в народно-освободительном движении 33 человека[30].